# Marianne Westerberg
Marianne Elsa Birgit Westerberg, född 30 oktober 1924 i Arboga, död 17 augusti 2004 i Norrbärke församling, Smedjebacken, var en svensk målare och tecknare.
Hon var dotter till kriminalkonstapeln Ernst Gustafsson och hans hustru Anna Ragnhild Elisabeth och från 1945 gift med ingenjören Lars Westerberg. Hon studerade vid G Fetcós målarskola och privat för Gösta Nyberg, Johan Ahlbäck samt Tore Hultcrantz och genom självstudier under resor till bland annat Spanien, Marocko, Grekland, Wien och Paris. Separat ställde hon ut i Smedjebacken och tillsammans med Olof Mannerhagen och Johan Ahlbäck medverkade hon i ett flertal grupputställningar. Hennes konst består av figurer, stilleben och  landskapsskildringar utförda i olja, pastell, akvarell eller i form av teckningar. Westerberg är via Dalarnas läns landsting representerad vid flera sjukvårdsinrättningar i Dalarna.   